# Joëlle Ursull
Joëlle Ursull (Pointe-à-Pitre, Guadalupe, 9 de novembro de 1960) é uma cantora francesa , nascida na ilha de Guadalupe.
Ela interpretou "White and Black Blues", canção composta por Serge Gainsbourg, no  Festival Eurovisão da Canção 1990 que teve lugar em Zagreb em  5 de maio de 1990. Obteve 132 pontos e classificou-se em segundo lugar, atrás de "Insieme: 1992" por Toto Cutugno. Esta canção foi uma grande sucesso em França, onde alcançou o  #2 e esteve no top durante 26 semanas.
Anteriormente, Ursull foi membro do trio  Zouk Machine. Sozinha, ela lançou os álbuns Miyel and Black French.

## Biografia

### Inícios
Joëlle Ursull nasceu em 9 de novembro de 1960 em Pointe-à-Pitre, na ilha de Guadalupe. Foi eleita Miss Morne-l'eau antes de ser Miss Guadeloupe em 1979. Ursull trabalhou como atriz de televisão (numa sitcom produzida por RFO). Mais tarde ela seguiu uma carreira de modelo, antes de formar o grupo Zouk Machine. As suas influências são o zouk, Biguine, Reggae, Ragga, Quadrille, Salsa Merengue e muitos outras. 

### Criação de Zouk Machine
Zouk Machine foi criado por by Guy Houllier and Yves Honore. Eles chamaram Joëlle Ursull que era amiga de família, Christiane Obydol irmã de Guy Houllier e Lisette Obydol que foi chamada de  "Mama Zouk"  e  manager do grupo na época.  Ursull foi assim um dos três membros fundadores do grupo. O grupo obteve um grande sucesso com o lançamento do álbum epónimo. Ursull deixou a banda em 1988 para tentar uma carreira a solo. 

### Cantora solo
Em 1988, Ursull lançou o seu primeiro álbum intitulado Miyel. Em 1990, representou a França no Festival Eurovisão da Canção 1990, com uma canção composta por Serge Gainsbourg e também lançou o seu segundo álbum intitulado Black French. Em 1993, Ursull lançou o seu terceiro álbum As in a Film que tinha muitas influências blues.
Depois de ser mãe, dedicou a sua vida a educar as suas duas filhas. Contudo, ela encontrou tempo participar em diferentes projetos, cantando um single para o dueto Mothers & Fathers com Jacques D'Arbaud, um dueto do cómico  Pat. Ela cantou um outro dueto em 1999 com o artista  de  reggae Djamatik . Em 2003, lançou um novo single chamado "Babydoo". Entre 2004 e 2006, participou em numerosos shows nas Índias Ocidentais e Paris. 

## Discografia

### Albums
1. Zouk Machine (1986)
2. Miyel (1988)
3. Black French (1990)
4. As in a Film (1993)
5. Black & White Blues (2000) Compilação

### Singles
1. "Sové Lanmou" (1986)
2. "Zouk Machine" (1987)
3. "Miyel" (1989)
4. "White and Black Blues" (1990) #2 em França
5. "Amazon" (1990) #26 in France
6. "Position Feeling" (1991) #50 em França
7. "Syiel Tambou" (1993)
8. "Babydoo" (2003)

### Participações
1. "Tallulah (Escale Tropicale)" com  Eddy The Viny (1985)
2. "Serre Moi" Duo with Kova Rea (1992) #43 em França
3. "Merci Maman Merci Papa" Duo com  Jacques D'Arbaud (1999)
4. "Bondié" Duo com Pat '(1999)
5. "À chacun son vécu" Duo com Djamatik (1999)
6. "Tibwen Chalè" Unis-Sons Together against AIDS (2004)
7. "Baby fait moi kiffé" Duo com Arsenik (2005)
8. "Love" With Daddy Yod (2006)
9. "Ou Bel" Album Proposal (2007)
10. "My Lady" Duo with Diggy Star (2008)